# Marsdenieae
Marsdenieae, tribus zimzelenovki smješten u potporodicu Asclepiadoideae. Sastoji se od 28 rodova. Tipični rod je Marsdenia

## Rodovi
1. Anisopus N.E.Br. 2
2. Asterostemma Decne. 1
3. Campestigma Pierre ex Costantin 1
4. Cionura Griseb. 1
5. Cosmostigma Wight 3
6. Dischidanthus Tsiang 1
7. Dischidia R.Br. 126
8. Dolichopetalum Tsiang 1
9. Dregea E.Mey. 7
10. Gongronema (Endl.) Decne. 10
11. Gunnessia P.I.Forst. 1
12. Gymnema R.Br. 34
13. Heynella Backer 1
14. Hoya R.Br. 542
15. Jasminanthes Blume 13
16. Lygisma Hook.f. 5
17. Marsdenia R.Br. 296
18. Oreosparte Schltr. 3
19. Papuahoya Rodda & Simonsson 3
20. Pycnorhachis Benth. 1
21. Rhyssolobium E.Mey. 1
22. Ruehssia H.Karst. 56
23. Sarcolobus R.Br. 20
24. Stephanotis Thouars 4
25. Stigmatorhynchus Schltr. 2
26. Telosma Coville 9
27. Treutlera Hook.f. 1
28. Wattakaka Hassk. 2